# Tortella nitida
Tortella nitida är en bladmossart som beskrevs av Brotherus 1902. Tortella nitida ingår i släktet kalkmossor, och familjen Pottiaceae. Inga underarter finns listade i Catalogue of Life.